# Molluscipoxvirus
Molluscipoxvirus es un género  de virus de la familia Poxviridae causante de una enfermedad de la piel conocida como molusco contagioso. En los niños las áreas más afectadas son cara, cuello, brazo, axilas y manos; mientras que en los adultos es considerada una enfermedad de transmisión sexual. Las medidas aproximadas del virus son 200 nm de diámetro, 320 nm de largo  y 100 nm de altura.

## Tipos
Hay 4 tipos de MCV, MCV-1 a -4.  MCV-1 es el más prevaleciente en infecciones humanas,  y el MCV-2 se ve usualmente en adultos, y frecuentemente transmitido sexualmente. Se han desarrollado técnicas de reacción en cadena de la polimerasa para ayudar a  confirmar lesiones que sean causadas por MCV, y distinguir entre razas.

## Genoma
Su genoma es del tipo molecular no segmentado simple, lineal, de doble espiral de ADN con 180.000 a 200.000 nucleótidos.  Tiene enlaces covalentes a ambos finales y contiene secuencias redundantes, repetitivas a ambos finales.  Se han identificado 160 genes putativos.

## Transmisión o epidemiología
El virus se transmite a través del contacto piel a piel con una persona infectada.

## Prevención
- Evitar el contacto con la persona infectada, esto incluye no compartir toallas, baños, ropa y alberca.

- Evitar tener relaciones sexuales con la persona infectada.  El uso de preservativo no es eficaz para evitar el contagio, debido a que éste sólo protege sobre el área cubierta, y las lesiones por el molusco contagioso se pueden tener en cualquier parte de la piel.